# Trocoide

Trocoide r = 1, h = 0,8

Trocoide, em geometria, é o plano da curva descrito por um ponto ligado a um Círculo gerador, que rola sobre uma guia linear de forma tangencial, sem escorregar. A palavra vem da raiz grega trokos (roda) e foi um termo inventado por Gilles Personne de Roberval.

## Descrição geral
Uma abordagem mais geral definiria um trocóide como o locus de um ponto {\displaystyle (x,y)} orbitando a uma razão constante em torno de um eixo localizado em {\displaystyle (x',y')},
{\displaystyle x=x'+r_{1}\cos(\omega _{1}t+\phi _{1}),\ y=y'+r_{1}\sin(\omega _{1}t+\phi _{1}),\ r_{1}>0,}
em qual eixo está sendo transladado no plano x-y a uma taxa constante em uma linha reta,
{\displaystyle {\begin{array}{lcl}x'=x_{0}+v_{2x}t,\ y'=y_{0}+v_{2y}t\\\therefore x=x_{0}+r_{1}\cos(\omega _{1}t+\phi _{1})+v_{2x}t,\ y=y_{0}+r_{1}\sin(\omega _{1}t+\phi _{1})+v_{2y}t,\\\end{array}}}
ou um caminho circular (outra órbita) ao redor {\displaystyle (x_{0},y_{0})} (o caso hipotrocoide/epitrocoide),
{\displaystyle {\begin{array}{lcl}x'=x_{0}+r_{2}\cos(\omega _{2}t+\phi _{2}),\ y'=y_{0}+r_{2}\sin(\omega _{2}t+\phi _{2}),\ r_{2}\geq 0\\\therefore x=x_{0}+r_{1}\cos(\omega _{1}t+\phi _{1})+r_{2}\cos(\omega _{2}t+\phi _{2}),\ y=y_{0}+r_{1}\sin(\omega _{1}t+\phi _{1})+r_{2}\sin(\omega _{2}t+\phi _{2}),\\\end{array}}}
A proporção das taxas de movimento e se o eixo móvel se traduz em um caminho reto ou circular determina a forma do trocóide. No caso de um caminho reto, uma rotação completa coincide com um período de um local periódico (repetitivo). No caso de um caminho circular para o eixo móvel, o locus é periódico apenas se a proporção desses movimentos angulares, {\displaystyle \omega _{1}/\omega _{2}},é um número racional, digamos {\displaystyle p/q}, onde  {\displaystyle p} & {\displaystyle q} são coprimos, caso em que, um período consiste em orbita {\displaystyle p} em torno do eixo móvel e órbitas {\displaystyle q} do eixo móvel em torno do ponto{\displaystyle (x_{0},y_{0})}. Os casos especiais do epicicloide e do hipocicloide, gerados pelo traçado do locus de um ponto no perímetro de um círculo de raio {\displaystyle r_{1}} enquanto é enrolado no perímetro de um círculo estacionário de raio {\displaystyle R}, têm as seguintes propriedades:
{\displaystyle {\begin{array}{lcl}{\text{epitrocoide: }}&\omega _{1}/\omega _{2}&=p/q=r_{2}/r_{1}=R/r_{1}+1,\ |p-q|{\text{ cúspides}}\\{\text{hipotrocoide: }}&\omega _{1}/\omega _{2}&=p/q=-r_{2}/r_{1}=-(R/r_{1}-1),\ |p-q|=|p|+|q|{\text{ cúspides}}\end{array}}}

onde {\displaystyle r_{2}} é o raio da órbita do eixo móvel. O número de cúspides fornecido acima também é verdadeiro para qualquer epitrocoide e hipotrocoide, com "cúspides" substituídas por "máximos radiais" ou "mínimos radiais".